# Купянский машиностроительный завод
Купянский машиностроительный завод (укр. Куп'янський машинобудівний завод) — промышленное предприятие в городе Купянск Харьковской области.

## История
Предприятие было создано в ходе индустриализации в соответствии с третьим пятилетним планом развития народного хозяйства СССР. В связи с необходимостью обеспечить потребности построенного в 1937 году сахарного завода и других предприятий сахарной промышленности, в 1939 году построенные в 1933—1935 гг. мастерские находившегося в Купянске ремесленного училища (к этому времени имевшие слесарно-токарное, кузнечное и литейное отделения) были преобразованы в Купянские механоремонтные мастерские всесоюзного треста «Союзсахремснаб» главного управления сахарной промышленности «Главсахар».
После начала Великой Отечественной войны здесь ремонтировали технику и изготавливали запчасти для РККА. В ходе боевых действий и немецкой оккупации предприятие пострадало, но после окончания боевых действий в соответствии с четвёртым пятилетним планом восстановления и развития народного хозяйства СССР было восстановлено и расширено.
В первые послевоенные годы мастерские изготавливали в основном сельхозмашины, сельхозинструмент и металлоизделия, необходимые для восстановления сельского хозяйства Харьковской области.
В 1955 году на базе мастерских был создан Купянский механический завод (в 1958 году получивший новое наименование — Купянский машиностроительный завод).
В советское время завод специализировался на производстве и ремонте оборудования для сахарной промышленности и входил в число ведущих предприятий города.
В мае 1995 года Кабинет министров Украины включил завод в перечень предприятий, подлежащих приватизации в течение 1995 года, в дальнейшем государственное предприятие было преобразовано в открытое акционерное общество.
В 2002 году завод произвёл продукции на 2 млн. гривен, в 2003 году увеличил объемы производства на 20 %. К началу 2004 года основной специализацией КМЗ оставалось производство оборудования для предприятий сахарной промышленности.

## Современное состояние
Завод занимается производством металлоизделий и металлообработкой (способен выполнять координатно-расточные, зуборезные, долбёжные, шлифовальные и сварочные работы, обработку на карусельных станках, термообработку и гибку металла), изготавливает оборудование для заводов по переработке сахарной свеклы и производству сахара, элементы шахтной крепи, чугунное литье различной конфигурации и сложности.